# Valdemorillo
Valdemorillo é um município da Espanha na província e comunidade autónoma de Madrid, de área 93,7 km² com população de 10316 habitantes (2004) e densidade populacional de 92,02 hab/km².

## Demografia
| Variação demográfica do município entre 1991 e 2004 | Variação demográfica do município entre 1991 e 2004 | Variação demográfica do município entre 1991 e 2004 | Variação demográfica do município entre 1991 e 2004 |
| --------------------------------------------------- | --------------------------------------------------- | --------------------------------------------------- | --------------------------------------------------- |
| 1991                                                | 1996                                                | 2001                                                | 2004                                                |
| 2762                                                | 3997                                                | 7091                                                | 8594                                                |